# Freund (Aachen)

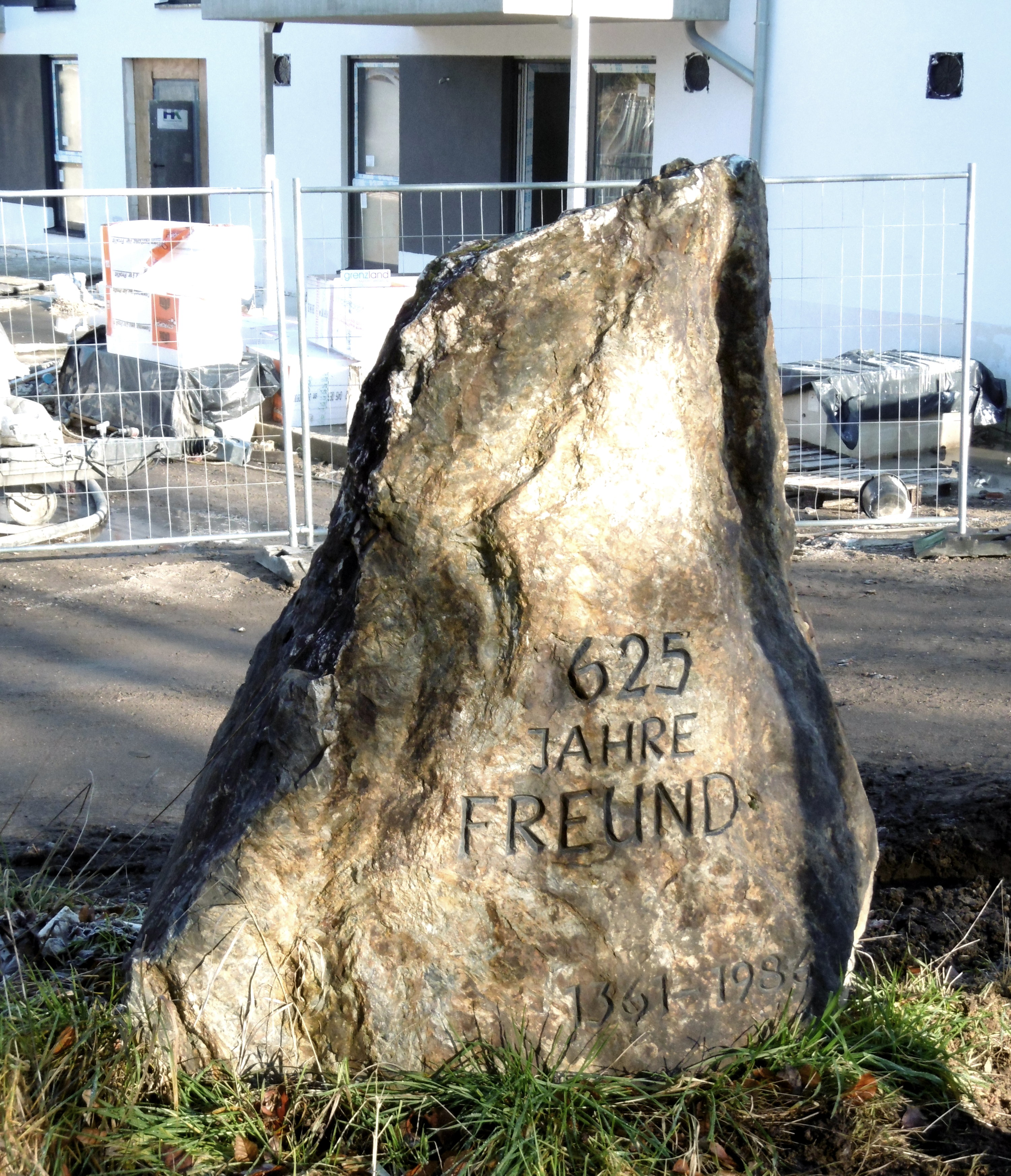
Gedenkstein 625 Jahre Freund

Freund ist eine kleine Ortschaft im östlichen Aachener Stadtbezirk Brand an der L 220. Sie gehört zur Pfarrei St. Donatus.
Am 1. Januar 1972 wurde Freund zusammen mit Brand aus dem damaligen Kreis Aachen in die Stadt Aachen umgegliedert. Die Bezeichnung ‚Freund‘ leitet sich von Vröng, einer alten Bezeichnung von Pfründe ab, Güter und Ländereien geistiger Herren, die daraus ihren Unterhalt bezogen.
Westlich von Freund schließt sich übergangslos Brand an, östlich von Freund liegt der Stolberger Stadtteil Büsbach. Im Norden schließt sich der Brander Wald an, der zum größten Teil den Aachener Kasernen als Standortübungsplatz dient. Im Süden liegt der ebenfalls zum Bezirk Brand gehörige Stadtteil Krauthausen. In einem halbkreisförmigen Bogen verläuft östlich von Freund und Brander Wald die Inde.
Die AVV-Buslinien 25 und X25 der ASEAG verbinden Freund mit Aachen-Mitte, Brand, Stolberg und Vaals. Zudem verkehren in der Woche einzelne Fahrten der Linien 73 und X73.
| Linie | Verlauf |
| ----- | --- |
| 25    | Vaals (NL) – Vaalserquartier (D) – Westfriedhof – Schanz – Elisenbrunnen – Aachen Bushof – Kaiserplatz – Bf Rothe Erde – Forst – Brand – Freund – Büsbach – Stolberg Altstadt – Stolberg Mühlener Bf (– Atsch Dreieck) |
| 73    | Uniklinik – Campus Melaten – Hörn – Westbahnhof – Ponttor – Aachen Bushof – Kaiserplatz – Josefskirche – Bf Rothe Erde – Mataréstraße (← Brand ← Freund / Niederforstbach)                                             |
| X25   | Expressbus: Aachen Bushof – Kaiserplatz – Bf Rothe Erde – Brand – Freund – Büsbach – Stolberg Altstadt – Stolberg Mühlener Bf                                                                                          |
| X73   | Expressbus: Uniklinik – Campus Melaten – Süsterau – Westbahnhof – Ponttor – Aachen Bushof – Kaiserplatz – Bf Rothe Erde – Brand (← Freund) – Niederforstbach                                                           |